# Olesica
Olesica – dawna część wsi Okół w Polsce, położona w województwie świętokrzyskim, w powiecie ostrowieckim, w gminie Bałtów.
W latach 1975–1998 Olesica administracyjnie należała do województwa kieleckiego.
Nazwę zniesiono z 2023 r.
Wierni Kościoła rzymskokatolickiego należą do parafii św. Teresy od Dzieciątka Jezus w Pętkowicach.